# High School Rock
A High School Rock (eredeti cím: Bandslam) 2009-es amerikai zenés romantikus-filmvígjáték Todd Graff rendezésében, aki a forgatókönyvet Josh A. Cagannal közösen írta. A főszerepben Aly Michalka, Vanessa Hudgens, Gaelan Connell, Lisa Kudrow, Scott Porter, Ryan Donowho és Tim Jo alakítja.
A Summit Entertainment és a Walden Media által gyártott filmet a texasi Austinban forgatták, a további jeleneteket pedig New Yorkban vették fel. A film eredeti címei eredetileg Will és Rock On lettek volna, de végül Bandslam lett a cím.
Világpremierje 2009. augusztus 6-án volt Westwoodban, az Egyesült Államokban pedig 2009. augusztus 14-én került a mozikba. Általánosságban pozitív véleményeket kapott a kritikusoktól, sokan dicsérték a színészi játékot és a filmzenét. Azonban bevételi szempontból kudarcot vallott, 12 millió dolláros bevételt hozott világszerte a 20 millió dolláros költségvetéssel szemben. A kritikusok erősen kritizálták a film marketingjét, amit sokan a film alulteljesítésének elsődleges okaként említettek. Egy rövid cameoszerep erejéig ez volt David Bowie utolsó filmes szereplése a 2016-ban bekövetkezett halála előtt.

## Cselekmény
Egy új fiú alapít egy kezdőkből álló rockzenekart. Együtt megvalósítják álmaikat: és megmérkőznek a legjobbakkal az év legnagyobb eseményén, a zenekarok csatájában.

## Szereplők
- Gaelan Connell: Will Burton
- Aly Michalka: Charlotte Barnes
- Vanessa Hudgens: Sa5m
- Lisa Kudrow: Karen Burton
- Scott Porter: Ben Wheatley
- Charlie Saxton: Bug
- Ryan Donowho: Basher Martin
- Tim Jo: Omar
- Lisa Chung: Kim Lee
- Elvy Yost: Irene Lerman

## Médiakiadás
A film 2010. március 16-án jelent meg DVD-n.